# Ильинка (Одесская область)
Ильи́нка (укр. Іллінка) — село в Одесском районе Одесской области Украины, центр Ильинского старостинского округа. Население 1350 человек, 330 дворов.

## География

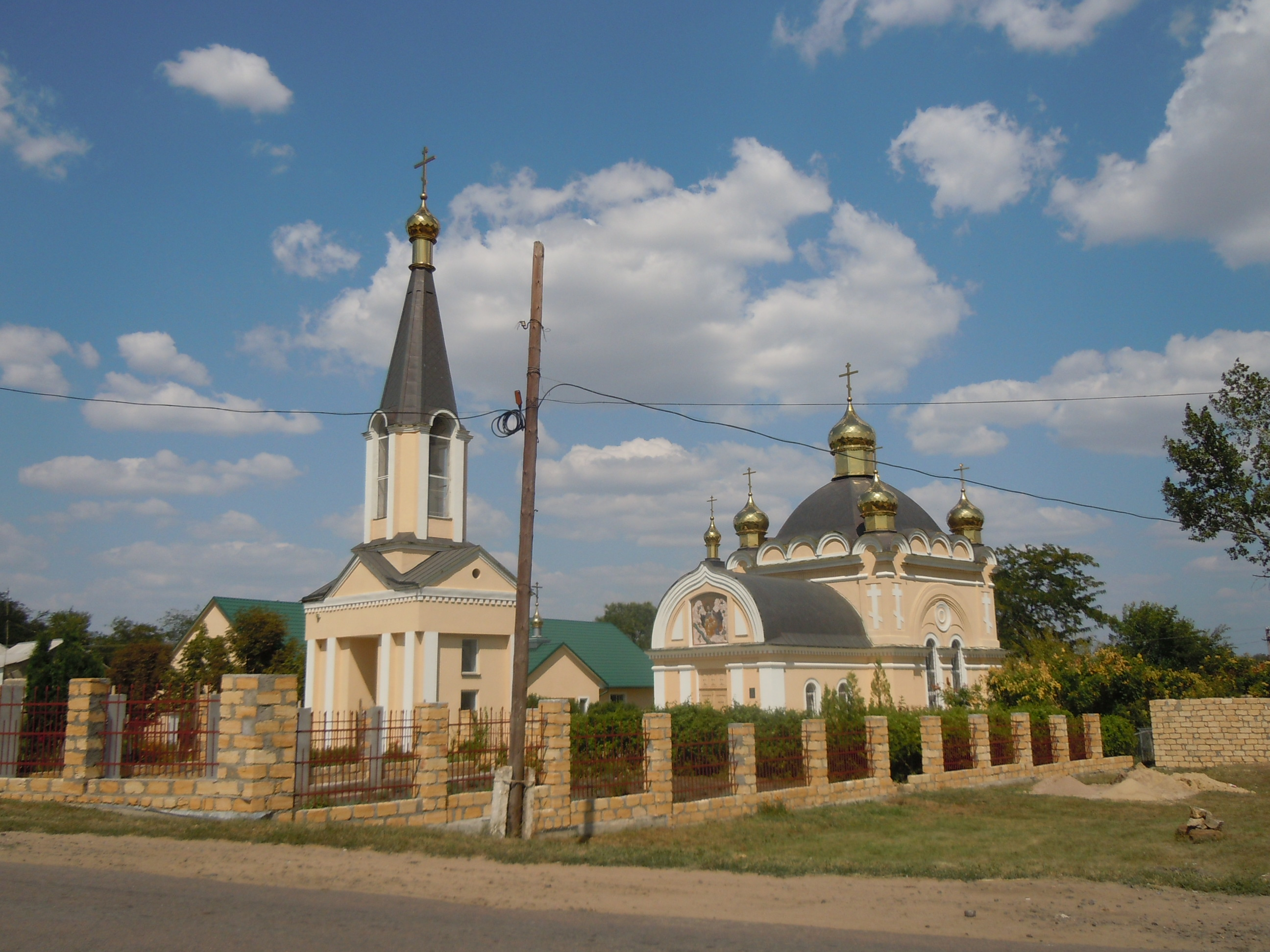
Свято-Ильинская церковь

Село расположено на северо-востоке района, между Куяльницким и Хаджибейским лиманами, в 15 км от г. Одессы, в 74 км от районного центра, в 19 км от железнодорожной станции Одесса-Главная, на автодороге Одесса — Ивановка.
В селе есть средняя школа, воскресная церковная школа при Свято-Ильинском храме, который был построен в 1888 году и является бесценным историческим памятником, Молитвенный дом евангельских христиан-баптистов, Дом культуры, библиотека, амбулатория с зубоврачебным кабинетом, родильное отделение, восемь магазинов, столовая, отделение связи.

## История
Село основано в 1810 году переселенцами. Первая школа в Ильинке открыта в 1870 году. Советская власть установлена в феврале 1918 года.
На фронтах Великой Отечественной войны сражались 252 жителя села, 115 из них пали в боях, 137 воинов-односельчан отмечены правительственными наградами.
В 1941 году через Ильинку проходил рубеж Восточного сектора обороны Одессы, который обороняли части 421-й стрелковой дивизии.
В селе есть братская могила воинов красноармейцев, погибших за освобождение села в годы Великой Отечественной войны, сооружен монумент в честь воинов-односельчан, павших на полях сражений в годы Великой Отечественной войны. В селе расположен Ильинский филиал Беляевского районного историко-краеведческого музея., в котором представлены экспозиции по военно-исторической и историко-краеведческой тематикам.
В 1938 году вблизи Ильинки, в карстовой пещере на берегу Куяльницкого лимана, найдены кремневые орудия труда эпохи раннего палеолита (около 100—70 тысяч лет тому назад). Сохранились остатки поселений эпохи бронзы (конец II — начало I тысячелетия до н. э.) и первых веков нашей эры со смешанным населением, а также курганы скифского времени (V—IV вв. до нашей эры).